# Hypoxystis kozhantschikovi
Hypoxystis kozhantschikovi là một loài bướm đêm trong họ Geometridae.